# Espiral de Ekman

O efeito da espiral de Ekman: 1)Vento; 2)Força de cima; 3)Direção efetiva da corrente; 4) Efeito Coriolis.

A Espiral de Ekman se refere à uma estrutura de correntes ou ventos próximos a uma fronteira horizontal no qual a direção do fluxo gira como se fosse um se afastando da fronteira. Ela deriva seu nome do oceanógrafo sueco Vagn Walfrid Ekman. A deflexão das correntes da superfície foi primeiro notada pelo oceanógrafo norueguês Fridtjof Nansen durante a expedição de Fram (1893–1896).
O efeito é uma consequência da força inercial de Coriolis que sujeita os objetos móveis à uma força à direita de sua direção de movimento no hemisfério norte (e para esquerda no hemisfério sul). Deste modo, quando um vento persistente sopra sobre uma área extensa da superfície do oceano no hemisfério norte, causa uma corrente de superfície que acelera naquela direção, que então experimenta uma força de Coriolis e uma aceleração do vento para a direita: a corrente se vira gradualmente à direita enquanto ganha velocidade.  Como o fluxo está agora um tanto à direita do vento, a força de Coriolis perpendicular ao movimento do fluxo está agora em parte direcionada contra o vento.  Eventualmente, a corrente atingirá uma velocidade máxima quando a força do vento, do efeito de Coriolis, e o arrasto resistente do balanço de água subaquático e a corrente fluirá em uma velocidade e direção constantes enquanto o vento persista. Esta corrente de superfície arrasta na camada aquática abaixo dela, aplicando a força em sua própria direção de movimento para aquela camada, repetindo o processo pelo qual a camada eventualmente se torna uma corrente estável mesmo além da direita do vento, e assim por diante para camadas mais profundas de água, resultando em uma rotação contínua (ou em espiral) da direção da corrente com profundidade variando. Tão logo a profundidade aumente, a força transmitida do vento direcionado declina e deste modo a velocidade da corrente contínua resultante diminui, daí a representação espiral cônica no diagrama anexo. A profundidade na qual a espiral de Ekman penetra é determinada por quão longe a mistura turbulenta pode penetrar no decorrer de um dia de pêndulo.
O diagrama acima tenta mostrar as forças associadas com a espiral de Ekman tal como aplicadas ao hemisfério norte. A força de cima está em vermelho (começando com o vento soprando sobre a superfície da água), a força de Coriolis (que é mostrada em ângulos retos em relação à força de cima quando deveria de fato estar em ângulos retos em relação ao fluxo de água real) está em amarelo escuro, e o movimento de água resultante em rede está em rosa, que então se torna a força de cima para a camada abaixo dela, explicando o gradual movimento em espiral no sentido horário conforme você se move para baixo.
A clássica espiral de Ekman tem sido observada sob o gelo marinho, mas não é encontrada na maioria das condições de oceano aberto. Isto é tanto devido ao fato que a mistura turbulenta na camada de superfície do oceano tem um ciclo diurno forte como ao fato de que as ondas de superfície podem desestabilizar a espiral de Ekman. As espirais de Ekman são, entretanto, encontradas na atmosfera. Os ventos de superfície no hemisfério norte tendem a soprar para esquerda dos ventos em cima.